# Лонгтхань (аэропорт)

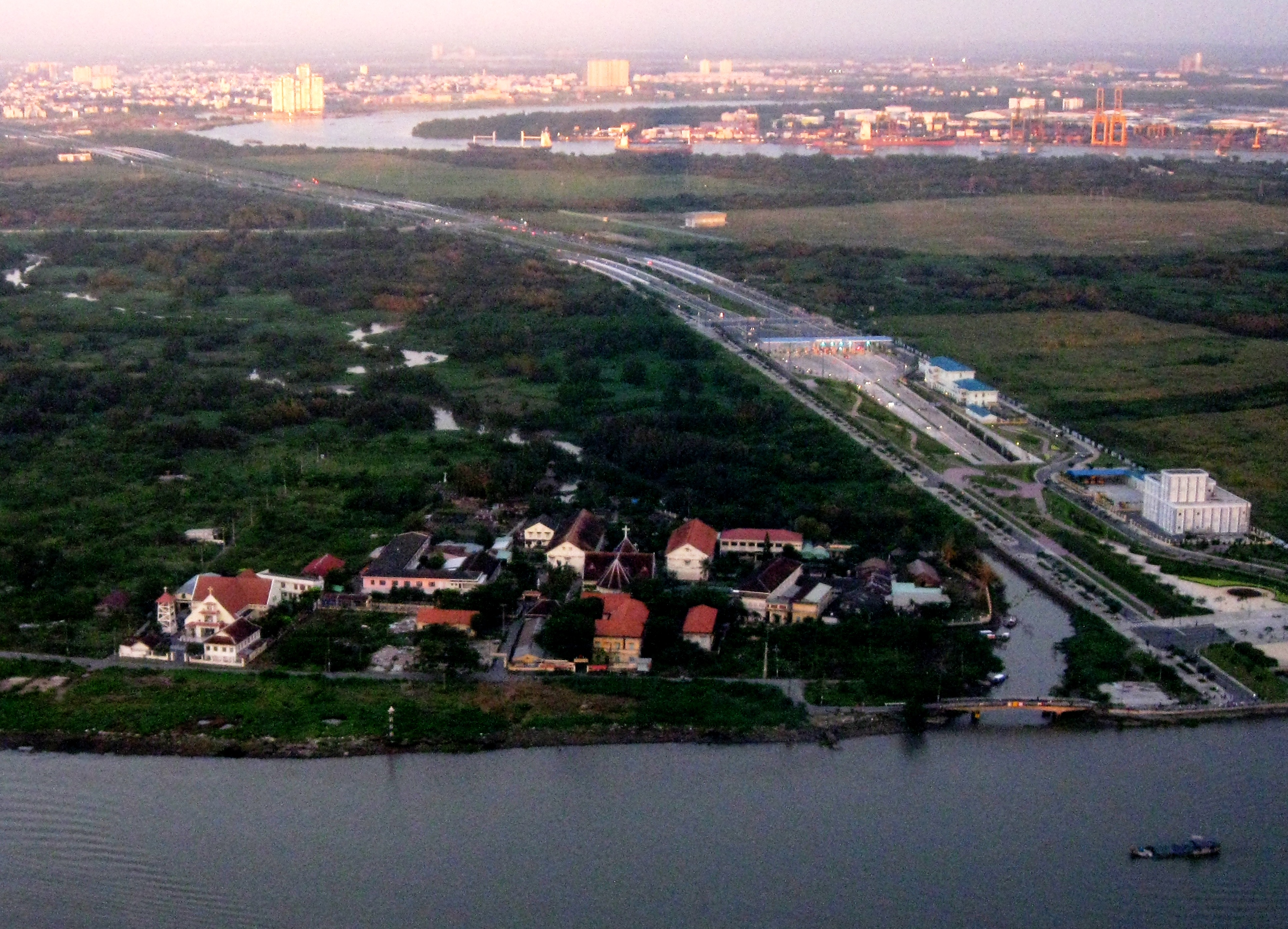
Новая автомагистраль, уходящая на северо-восток от Хошимина, свяжет центр города со строящиймся аэропортом Лонгтхань. Вид с небоскрёба Bitexco на туннель Тхутхьем и автомагистраль

Международный аэропорт Лонгтхань (вьет. Sân bay Quốc tế Long Thành) — строящийся международный аэропорт, расположенный в уезде Лонгтхань (провинция Донгнай) в примерно 40-45 километрах к востоку от города Хошимин (Вьетнам). Завершение первого этапа строительства и начало эксплуатации аэропорта запланированы на 2025 год. Максимальная пропускная способность аэропорта составит 100 миллионов пассажиров в год.

## Предпосылки
В настоящее время в южной части Вьетнама функционируют только два международных аэропорта: Таншоннят и Международный аэропорт Чанок в Кантхо. Хошиминский аэропорт Таншоннят расположен на территории военной авиабазы, которая была построена в период Вьетнамской войны для обеспечения деятельности подразделений военно-воздушных сил, поэтому его расположение в черте мегаполиса является крайне неудачным, особенно в условиях продолжающегося расширения городской территории. В современном периоде оба международных аэропорта практически подошли к своему пределу операционных возможностей и в силу разных причин не имеют перспективы дальнейшего развития собственной инфраструктуры.
В стране бурными темпами развивается туристическая индустрия, число приезжающих во Вьетнам туристов ежегодно растёт на 15-20 процентов в год. Увеличивается и население страны, по прогнозным оценкам численность жителей Вьетнама к 2020 году должно подойти к отметке в 100 миллионов человек.
С вводом в эксплуатацию Международного аэропорта Лонгтхань аэропорт Таншоннят планируется сориентировать на обслуживание рейсов внутренних авиаперевозок по аналогии с аэропортами Бангкока, Сеула и рядом коммерчески успешных проектов в других странах.

## Генеральный план
Генеральный план строительства Международного аэропорта Лонгтхань был утверждён в 2006 году премьер-министром Вьетнама Фан Ван Кхаем. Согласно проекту территория воздушной гавани должна занять площадь в 50 квадратных километров, а его инфраструктура будет содержать четыре взлётно-посадочные полосы размерами 4000х60 метров, пять пассажирских терминалов и здания вспомогательных распределительных залов, при этом максимальная пропускная способность аэропорта составит от 80 до 100 миллионов пассажиров и до пяти миллионов тонн грузов в год. Бюджет генплана составляет около 10 млрд долларов США, вследствие чего проект является одним из самых затратных планов строительства объектов в мире. Корзину финансирования проекта предполагается собрать за счёт правительственных субсидий, внутренних и международных инвестиций.
Ответственным за реализацию генерального плана назначено подразделение «Управление Южными аэропортами» Министерства транспорта Вьетнама, а сам проект разделён на несколько этапов. По состоянию на 2010 год, первый этап планировалось начать в 2015, при этом правительство Вьетнама настаивало на начале работ в 2012 году. Позже планировалось начать строительство в 2021 году, но затем срок начала был сдвинут на 2019 год, что позволяет рассчитывать на завершение первого этапа строительства уже в 2025 году. Общая стоимость проекта составляет 15 млрд. долларов США.

### Первый этап (2019—2025 годы)
Стоимость первого этапа строительства оценена в 7,8 млрд. долларов США. 
В 2019—2023 планируется построить первые терминал и взлётно-посадочную полосу, способных обслуживать 17 миллионов пассажиров в год. На 2019—2023 запланировано строительство ещё одного терминала и ВПП, пропускная способность аэропорта — 25 млн. пассажиров в год. На 2025 год планируется завершение строительства объектов первой фазы, начало эксплуатации аэропорта и подготовка площадок под объекты следующих этапов.
Дополнительной задачей в первом этапе является обеспечение зоны подъезда к аэропорту скоростными транспортными путями, поэтому наряду с действующей автодорогой 51A планируется построить ещё две:
- десятиполосную автомагистраль между Хошимином и Лонгтханем;
- восьмиполосную автомагистраль из Бьенхоа в Вунгтау.

### Второй этап (2025—2035 годы)
В рамках проекта планируется построить ещё один пассажирский терминал и третью взлётно-посадочную полосу. Максимальная пропускная способность аэропорта при этом вырастет до 50 миллионов пассажиров. Дальнейшие работы по расширению аэропортового комплекса предполагается проводить с учётом текущей нагрузки и динамики роста пассажирского потока через уже существующую инфраструктуру Международного аэропорта Лонгтхань.

### Третий этап (после 2035 года)
Запланирована постройка четвёртой ВПП и увеличение максимальной пропускной способности до 80—100 миллионов пассажиров и 5 миллионов тонн груза в год. 